# Communauté de communes Bassée-Montois
La communauté de communes Bassée-Montois est une communauté de communes française, située dans le département de Seine-et-Marne en région Île-de-France.

## Historique
La communauté de communes Bassée-Montois a été créée le 1er janvier 2014.
Elle est issue de la fusion de la communauté de communes de la Bassée (23 communes) et de la communauté de communes du Montois (19 communes).

## Composition
La communauté de communes est composée des 42 communes suivantes :

| Nom                         | Code Insee | Gentilé            | Superficie (km2) | Population (dernière pop. légale) | Densité (hab./km2) |
| --------------------------- | ---------- | ------------------ | ---------------- | --------------------------------- | ------------------ |
| Donnemarie-Dontilly (siège) | 77159      | Donnemaritains     | 12,07            | 2 726 (2022)                      | 226                |
| Baby                        | 77015      | Bédoins            | 4,12             | 112 (2022)                        | 27                 |
| Balloy                      | 77019      | Balloyeux          | 13,22            | 351 (2022)                        | 27                 |
| Bazoches-lès-Bray           | 77025      | Bazochois          | 22,68            | 889 (2022)                        | 39                 |
| Bray-sur-Seine              | 77051      | Braytois           | 2,15             | 2 378 (2022)                      | 1 106              |
| Cessoy-en-Montois           | 77068      | Cessoyens          | 5,26             | 213 (2022)                        | 40                 |
| Chalmaison                  | 77076      | Chalmaisonais      | 10,04            | 758 (2022)                        | 75                 |
| Châtenay-sur-Seine          | 77101      | Chatenaisiens      | 13,03            | 1 049 (2022)                      | 81                 |
| Coutençon                   | 77140      | Coutençonnais      | 6,23             | 265 (2022)                        | 43                 |
| Égligny                     | 77167      | Églignyciens       | 16,58            | 313 (2022)                        | 19                 |
| Everly                      | 77174      | Everlytois         | 8,76             | 570 (2022)                        | 65                 |
| Fontaine-Fourches           | 77187      | Fourchois          | 11,84            | 578 (2022)                        | 49                 |
| Gouaix                      | 77208      | Gouaillons         | 14,64            | 1 320 (2022)                      | 90                 |
| Gravon                      | 77212      | Gravonais          | 7,55             | 158 (2022)                        | 21                 |
| Grisy-sur-Seine             | 77218      | Grisons            | 6,57             | 115 (2022)                        | 18                 |
| Gurcy-le-Châtel             | 77223      | Gurcyssois         | 12,59            | 563 (2022)                        | 45                 |
| Hermé                       | 77227      | Hermillons         | 15,9             | 634 (2022)                        | 40                 |
| Jaulnes                     | 77236      | Jaulnois           | 15,84            | 346 (2022)                        | 22                 |
| Jutigny                     | 77242      | Jutigniciens       | 4,6              | 542 (2022)                        | 118                |
| Lizines                     | 77256      | Lizinois           | 5,77             | 178 (2022)                        | 31                 |
| Luisetaines                 | 77263      | Lusitaniens        | 5,04             | 231 (2022)                        | 46                 |
| Meigneux                    | 77286      | Meigneusiens       | 7,76             | 234 (2022)                        | 30                 |
| Mons-en-Montois             | 77298      | Montoyens          | 6,23             | 445 (2022)                        | 71                 |
| Montigny-le-Guesdier        | 77310      | Espagnols          | 7,89             | 302 (2022)                        | 38                 |
| Montigny-Lencoup            | 77311      | Montanussiens      | 20,37            | 1 362 (2022)                      | 67                 |
| Mousseaux-lès-Bray          | 77321      | Mousseautois       | 8,67             | 672 (2022)                        | 78                 |
| Mouy-sur-Seine              | 77325      | Mouytois           | 8,62             | 357 (2022)                        | 41                 |
| Noyen-sur-Seine             | 77341      | Noyennais          | 12,24            | 376 (2022)                        | 31                 |
| Les Ormes-sur-Voulzie       | 77347      | Ormois             | 12,22            | 862 (2022)                        | 71                 |
| Paroy                       | 77355      | Paroyens           | 4,25             | 184 (2022)                        | 43                 |
| Passy-sur-Seine             | 77356      | Passitois          | 4,53             | 46 (2022)                         | 10                 |
| Saint-Sauveur-lès-Bray      | 77434      | Saint-Salvatoriens | 6,52             | 355 (2022)                        | 54                 |
| Savins                      | 77446      | Savinois           | 6,6              | 604 (2022)                        | 92                 |
| Sigy                        | 77452      | Sigyssois          | 4,73             | 70 (2022)                         | 15                 |
| Sognolles-en-Montois        | 77454      | Sognolots          | 10,12            | 365 (2022)                        | 36                 |
| Thénisy                     | 77461      | Thénisiens         | 5,37             | 305 (2022)                        | 57                 |
| La Tombe                    | 77467      | Tombiers           | 7,84             | 201 (2022)                        | 26                 |
| Villenauxe-la-Petite        | 77507      | Villenauxois       | 20,81            | 453 (2022)                        | 22                 |
| Villeneuve-les-Bordes       | 77509      | Villeneuvois       | 20,6             | 614 (2022)                        | 30                 |
| Villiers-sur-Seine          | 77522      | Villierots         | 11,37            | 285 (2022)                        | 25                 |
| Villuis                     | 77523      | Villuisiens        | 9,26             | 263 (2022)                        | 28                 |
| Vimpelles                   | 77524      | Vimpellois         | 11,33            | 521 (2022)                        | 46                 |

## Démographie
| 1968   | 1975   | 1982   | 1990   | 1999   | 2006   | 2011   | 2016   | 2022   |
| ------ | ------ | ------ | ------ | ------ | ------ | ------ | ------ | ------ |
| 15 069 | 15 072 | 16 429 | 19 056 | 21 240 | 22 094 | 23 316 | 23 467 | 23 165 |

## Administration
La communauté est administrée par un conseil communautaire constitué de conseillers municipaux des communes membres.
- Mode de représentation : proportionnel.
- Nombre total de délégués : inconnu.
- Nombre de délégués par commune : inconnu.
- Soit en moyenne : inconnu.

### Liste des présidents
| Période      | Période    | Identité          | Étiquette | Qualité                               |
| ------------ | ---------- | ----------------- | --------- | ------------------------------------- |
| janvier 2014 | avril 2014 | Anne-Marie Charle | DVD       | Maire de Saint-Sauveur-lès-Bray       |
| avril 2014   | En cours   | Roger Denormandie | DVD       | Agriculteur Maire de Montigny-Lencoup |

### Siège
L'intercommunalité est basée à Bray-sur-Seine.